# Joseba Sarrionandia
Joseba Sarrionandia Uribelarrea (Iurreta, Biskaja, 13. travnja 1958. -) je baskijski pisac i bivši član baskijske separatističke skupine ETA. Napisao je brojne knjige poezije i kratkih priča, romane te i dalje aktivno piše. Godine 1985. pobjegao iz zatvora nakon što je osuđen kao član ETA-e te od tada živi u tajnosti.

## Životopis
Doktorirao je baskijsku filologiju na Sveučilištu Deusto, Bilbao i počeo raditi kao učitelj baskijskog jezika. Predavao je fonetiku u Bergara centru UNED i na Udako Euskal Unibertsitatea te napisao komade za Zeruko Argia, Anaitasuna, Jakin i Oh Euzkadi časopise. Počeo je Pott Banda skupinu zajedno s Bernardom Atxagom, Manuom Ertzillom, Ruperom Ordorikom, Jonom Juaristijem i Joxemarijom Iturraldeom. Također pokrenuo časopis Ibaizabal. 
Godine 1980., dok je bio član ETA-e uhitila ga je španjolske policija te je osuđen je na 22 godina zatvora. Godine 1985. na svetkovinu San Fermin (7. srpnja) pobjegao je iz zatvora s Inakijem Pikabeom jer je u zatvoru bio koncert baskijskog pjevača Imanola Larzabala.  Baskijska radikalna rock grupa Kortatu napisala je pjesmu Sarri, Sarri u čast tome. Od tada živi u tajnosti te su teme progonstva i egzila postale dominantne u njegovom pisanju. U romanu Lagun Izoztua (na baskijskom :"smrznuti prijatelj") piše upravo o progonstvu. Napisao je knjige i pjesme koje su pjevali različiti baskijski pjevači kao Jexuxmai Lopetegi, Mikel Laboa, Ruper Ordorika i Fermin Muguruza. 

## Djela
- Izuen gordelekuetan barrena (1981.)
- Narrazioak (1983.)
- Intxaur azal baten barruan. Eguberri amarauna (1983.)
- Alkohola poemak (1984.)
- Ni ez naiz hemengoa (1985.)
- Atabala eta euria (1986.)
- Marinel zaharrak (1987.)
- Marginalia (1988.)
- Ez gara gure baitakoak (1989.)
- Izeba Mariasunen ipuinak (1989.)
- Ainhoari gutunak (1990.)
- Ifar aldeko orduak (1990.)
- Gartzelako poemak (1992.)
- Han izanik hona naiz (1992.)
- Hnuy illa nyha majah yahoo (1995)
- Miopeak, bizikletak eta beste langabetu batzuk (1995.)
- Hitzen ondoeza (1997.)
- Hau da nire ondasun guzia (1999.) knjiga je objavljena na baskijskom, engleskom, njemačkom francuskom i španjolskom
- Zitroi ur komikiak: Joseba Sarrionandia komikitan (2000.)
- Lagun izoztua (2001.)
- XX. mendeko poesia kaierak: Joseba Sarrionandia (2002.)
- Kolosala izango da (2003.)
- Akordatzen (2004.)
- Harrapatutako txorien hegalak (2005.)
- Munduko zazpi herrialdetako ipuinak (2008.)
- Gau ilunekoak (2008.)
- Idazlea zeu zara, irakurtzen duzulako (2010.)
- Moroak gara behelaino artean? (2010.)
- Narrazio guztiak (1979. – 1990.) (2011.)
- Durangoko Azoka 1965-2015 (2015.)
- Lapur banden etika ala politika (2015.)
- Hilda dago poesia? ¿La poesía está muerta? (2016.)